# ジオラ・ガンディーニ
ジオラ・ガンディーニ（Giola Gandini、1906年5月19日 - 1941年9月17日）はイタリアの画家である。

## 略歴
パルマで生まれた。幼い頃、家族とヴェネツィアに移った。幼少期にポリオに罹患したが、教員資格（licenza magistrale）を取得し、画家としての才能を発揮した。
サン・ジェレミア教会の向いの建物の2階に住み、部屋の窓からカナル・グランデやフォンダコ・デイ・トゥルキ、サンタ・ルチーア駅が見えた。その部屋をスタジオにした。
ヴェネツィア美術アカデミーのヌードコースを受講し、ブルーノ・サエッティ(Bruno Saetti:1902-1984)やヴィンチェンツォ・デ・ステファニ(Vincenzo De Stefani:1859-1937)のスタジオで学んだが、彼女の絵画のスタイルは大部分、独学で作られたとされる。1929年から1941年の間が創作活動が最も活発な期間で、ヴェネツィアの新しい美術を支援する財団(Fondazione Bevilacqua La Masa)の展覧会や1935年の第2回のローマ・クアドレンナーレ、1940年のヴェネツィア・ビエンナーレなどの多くの展覧会に出展した。病気で外出が自由にできなかったので、自分の住む住居の住人などをおもに描いた。
忘れられた存在であったが、20世紀後半に再発見され、2014年にミラノで、マリア・ヴィンカ(Maria Vinca:1878-1939)やエルネスタ・オルトレモンティ(Ernesta Oltremonti:1899-1982)、ガブリエラ・オレフィス(Gabriella Oreffice :1893-1984)らのイタリアの女性画家たちとともに展覧会に作品が展示された。

## 作品

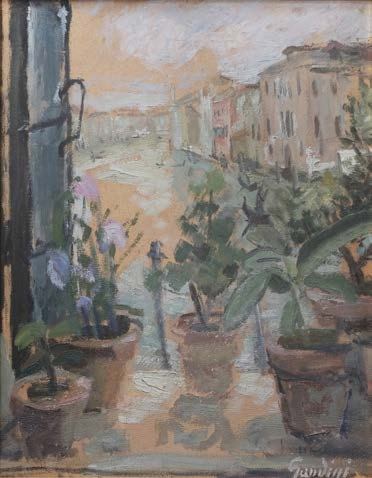
『カナル・グランデの街景』
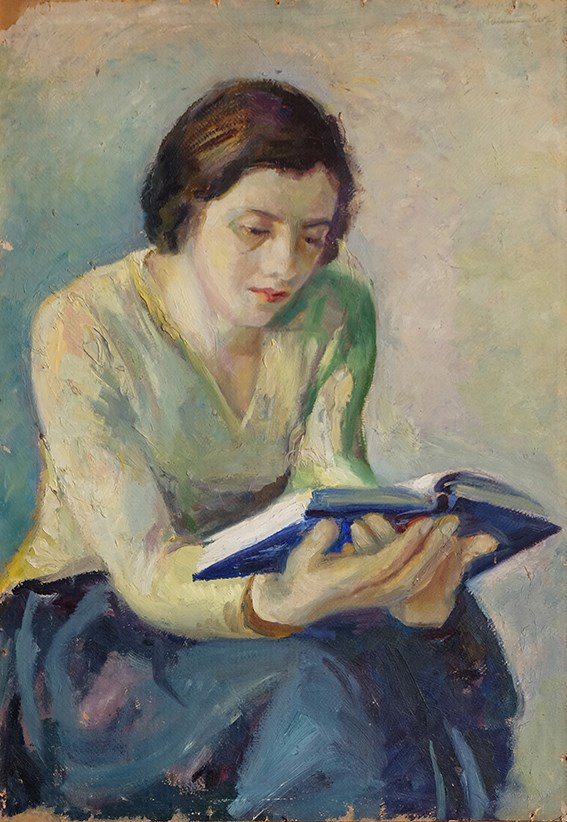
読書する女性　(1938)
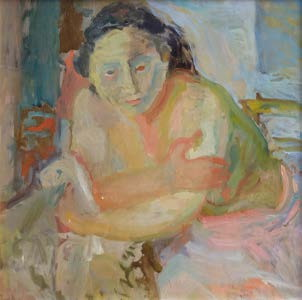
うずくまる女性(1941)
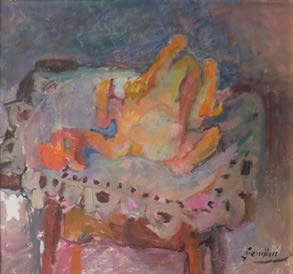
静物画　(1940)